# Prompting
Prompting is het uitlokken van bepaald gedrag door middel van extra stimuli, hulpsignalen of hints (prompt) om het vervolgens positief te bekrachtigen. Prompting wordt zowel bij mensen als dieren gebruikt in leerprocessen. Er bestaat geen degelijke Nederlandse vertaling voor het woord; daarom wordt zowat altijd de Engelse term gebruikt. Een enkele keer heeft men het over prompten. Er worden verschillende soorten prompting onderscheiden. Enkele voorbeelden:
- verbale prompts: verbale hints of aanwijzingen. Een dansleraar die een koppel leert walsen, zal bijvoorbeeld zeggen: "Armen omhoog," of "let op je armen".
- gebaren: de begeleider kan non-verbaal signalen geven, bijvoorbeeld met zijn arm omhoog wijzen.
- fysieke prompts: aanrakingen of lichamelijke sturing. De dansleraar kan een tikje tegen de armen geven. Als men een hond leert zitten als men "Zit!" roept, zal men hem aanvankelijk op het achterlijf naar beneden duwen terwijl men "zit" zegt. Als hij dan zit, wordt hij snel beloond.

In de loop van een training worden de prompts stilaan afgebouwd. Dit heet fading. Prompting wordt vaak gehanteerd in het kader van shaping van nieuw gedrag.